# Normandiodendron romii
Normandiodendron romii là một loài thực vật có hoa trong họ Đậu. Loài này được (De Wild.) Lonard mô tả khoa học đầu tiên năm 1993.